# 2316 Jo-Ann
2316 Jo-Ann este un asteroid din centura principală, descoperit pe 2 septembrie 1980 de Edward Bowell.